# Паталениця
Патале́ниця (болг. Паталеница) — село в Пазарджицькій області Болгарії. Входить до складу общини Пазарджик.

## Населення
За даними перепису населення 2011 року у селі проживали 1228 осіб.
Національний склад населення села:
| Національність   | Кількість осіб | Відсоток |
| ---------------- | -------------- | -------- |
| болгари          | 1191           | 98,3%    |
| цигани           | 11             | 0,9%     |
| турки            | 0              | 0%       |
| інша             | 6              | 0,5%     |
| не визначились   | 4              | 0,3%     |
| Всього відповіли | 1212           |          |

Розподіл населення за віком у 2011 році:
Динаміка населення: